# Famoussa Koné
Famoussa Koné (Bamako, 3 maggio 1994) è un ex calciatore maliano, di ruolo attaccante.

## Carriera

### Club
Passato dal Cercle Olympique Bamako alla squadra francese del Bastia, viene inserito nella squadra riserve ottenendo una convocazione in prima squadra nella 13ª giornata della Ligue 1 2012-2013 in occasione di Stade Brest-Bastia (3-0).

### Nazionale
Ha giocato 3 partite nella Coppa d'Africa Under-17 del 2011 e 3 partite nella Coppa d'Africa Under-20 del 2013.